# レイカールト・アールツゾーン
レイカールト・アールツゾーン（Rijckaert Aertsz. 、 Rijkaart Aartzenとも、1482年 - 1577年5月）はオランダの画家である。ハールレムやアントウェルペンなど、ネーデルランドで働いた。16世紀末にネーデルランドの画家の伝記「北方画家列伝」を著したファン･マンデルの取り上げた画家の一人である。歴史画や風景画を描き、他の画家の作品に人物を描いたとされる。「Rijck met de Stelt（松葉杖のレイク）」の仇名でも知られる。

## 略歴
現在のオランダ、北ホラント州の ヴェイク・アーン・ゼー(Wijk aan Zee)の漁師の息子に生まれた。少年時代に足に酷い火傷を負って、ハールレムに治療に送られたが、結局、足の切断が行われ、義足がつけられたことに仇名は由来する。
事故の後、絵を描いて時間を過ごすようになり、絵の才能を見出されて、両親はハールレムの画家のヤン・モスタールト(Jan Mostaert)の徒弟にした。モスタールトの工房で、親方になり、ハールレムの聖バーフォ教会(Grote of St.-Bavokerk)の祭壇画(altaarstuk van het zakkendragersgilde)の一部などを描いた。
ハールレムで修行した画家のヤーコブ・コルネリスゾーン・ファン・オーストザーネンととも仕事をしたと考えられている。1520年にアントウェルペンに移った後は、アントウェルペンで大きな工房を開くことになるフランス・フロリスにも絵を教え、友人となった。
アントウェルペンの聖ルカ組合に入会し、文学愛好家団体の「De Violieren」にも加入した。他の画家の作品に人物を描くことが多く、残されたアールツゾーンの作品は少ないが、95歳まで生きた長命な画家で、その生涯の間の絵画のゴシック様式からルネサンス様式の移行を示しているとされる。
アントウェルペンで結婚し、息子のLambert Rycx（Lambert Ryck Aertsz.とも1572年没）も画家になった。